# کاربی‌دوپا
کاربی‌دوپا (به انگلیسی: Carbidopa)
رده درمانی: داروهای هورمونی دوپامینرژیک
اشکال دارویی: قرص

## موارد مصرف
کاربی‌دوپا در درمان پارکینسون مصرف می‌شود. این دارو به صورت ترکیبی با لوودوپا مصرف می‌شود مانند قرص لوودوپاسی که ۲۵۰ میلی گرم لوودوپا بعلاوه ۲۵ میلی گرم کاربی دوپا است.

## مکانیسم اثر
کاربی دوپا با مهار آنزیم دوپادکربوکسیلاز (DDC) دکربوکسیله شدن محیطی لودووپا را مهار کرده و در نتیجه سرعت تبدیل آن به دوپامین را در بافت‌های خارج مغزی کاهش می‌دهد. این عمل موجب افزایش لوودوپای در دسترس برای انتقال به مغز می‌شود؛ یعنی جایی که لوودوپا در اثر دکربوکسیله شدن به دوپامین تبدیل می‌شود. چون کاربی دوپا از سد خونی مغزی عبور نمی‌کند لذا در عملکرد اصلی لوودوپا در مغز تداخلی ایجاد نمی‌شود ولی عوارض جانبی محیطی دارو به دلیل کاهش‌تشکیل دوپامین در محیط کاهش می‌یابد مانند تهوع، استفراغ و اثرات قلبی عروقی .

## سایر کاربردها
کاربی دوپا همراه با هیدروکسی تریپتوفان-۵ نیز مصرف می‌شود.